# بدلات خصوية
البدلات الخصوية (بالإنجليزية: Testicular prostheses)‏ هيَ أجسام بيضوية بلاستيكية تُزرع في الصفن، حيثُ تساعد على توفير مَظهر وشعور بالخصيتين وبالتالي تمنع تقلص كيس الصفن.